# West Feliciana Parish
West Feliciana Parish (franska: Paroisse de Feliciana Ouest) är ett administrativt område, parish, i delstaten Louisiana, USA. År 2010 hade området 15 625 invånare. Den administrativa huvudorten är St. Francisville.

## Geografi
Enligt United States Census Bureau har countyt en total area på 1 103 km². 1 052 av den arean är land och 52 km² är vatten.

### Angränsande countyn
- Wilkinson County, Mississippi - norr
- East Feliciana Parish - öst
- East Baton Rouge Parish & West Baton Rouge Parish - söder
- Pointe Coupee Parish - sydväst
- Avoyelles Parish & Concordia Parish - nordväst